# Volta à Colômbia de 2018
A 68.ª edição da competição ciclista Volta à Colômbia (nome oficial: Vuelta a Colombia Ministerio de Transporte Seguridad Vial) foi uma carreira de ciclismo de estrada por etapas que se celebrou na Colômbia entre o 5 e o 19 de agosto de 2018 com início na cidade de Pereira, Risaralda e final na cidade de Medellín, Antioquia sobre um percurso de 2 073,3 quilómetros.
A carreira realizou-se como uma concorrência de categoria nacional não UCI sendo parte do calendário da Federação Colombiana de Ciclismo para 2018 e foi vencida pelo corredor equatoriano Jonathan Caicedo da equipa Team Medellín, quem se converteu no quinto ciclista estrangeiro e primeiro equatoriano em ganhar a Volta à Colômbia. O pódio completaram-no, em segundo lugar Juan Pablo Suárez (EPM) e em terceiro lugar Óscar Sevilla (Team Medellín).
-

## Percorrido
O máximo evento ciclístico por etapas do país percorreu os departamentos de Risaralda, Quindío, Vale do Cauca, Caldas, Tolima, Cundinamarca, Boyacá, Santander, e Antioquia distribuído em 13 etapas. A carreira começou com um prólogo de uma fracção de 8,2 quilómetros pelos arredores da cidade de Pereira, mais adiante, a carreira visitou os departamentos do Vale do Cauca, Quindío, Caldas e Tolima; onde se ascende os já conhecidos portos da Torre de Chipre em Manizales na 3.ª etapa, e o Alto da Linha na 4.ª etapa considerado como um dos 3 portos míticos da Volta à Colômbia. Depois a carreira deixa o eixo cafezeiro para chegar aos departamentos da Cundinamarca e Boyacá, onde na 7.ª etapa termina com uma contrarrelógio individual de 41,5 quilómetros entre Paipa e Tunja para comemorar o mesmo percurso do Campeonato do Mundo Contrarrelógio de 1995 ganhado por Miguel Induráin.
Depois do dia de descanso, a etapa 8.ª rendeu uma homenagem a um dos ciclista activos mais importante do ciclismo colombiano: Nairo Quintana; iniciando desde a sua cidade natal Tunja e passando pelas ruas de Arcabuco e percorrendo toda a via onde Nairo se iniciou como ciclista para depois continuar o seu percurso para o departamento de Santander com uma etapa para os velocistas com final no município de Barichara. A 9.ª etapa foi a cereja do pastel (etapa rainha) da carreira com a ascensão aos portos do Caserón de Piedra, Alto de los Padres e o Páramo de Berlim comumente chamado a Portagem Picacho, de fora de categoria (3493 m.s.n.m.), uma ascensão de 47 quilómetros com rampas de até de 9% de desnível, onde a exigência à hora do ascender em bicicleta é o calor e a humidade da zona onde só os mais fortes se acomodaram na classificação geral. Depois a carreira dirige-se para o porto petroleiro de Barrancabermeja com duas etapas para os velocistas nas cidades de Barrancabermeja e Puerto Boyacá. Depois de doze dias de concorrência, a carreira continuou para o departamento de Antioquia com a última etapa de montanha para o alto da La Unión, e finalmente com epicentro na formosa cidade de Medellín. A capital do departamento despediu o máximo evento ciclístico por etapas com um circuito de 100 quilómetros, pelas ruas de Medellín.

## Equipas participantes
Tomaram parte na carreira 21 equipas: 1 de categoria Profissional Continental; 7 de categoria Continental e 13 de categoria amador. Formando assim um pelotão de 179 ciclistas dos que terminaram 121. As equipas participantes foram:
| Equipe profissional Continental- Manzana Postobón Equipes Continentais (7)- Bicicletas Strongman - Coldeportes Zenú - Orgullo Paisa - EPM - Medellín-Éxito - GW Shimano - Illuminate Equipes amadoras de ciclismo (6)- Aguardiente Néctar 4WD IMRD Chía - EBSA Empresa de Energía Boyacá - Fuerzas Armadas-Ejército Nacional - Tolima es Pasión - Depormundo Smartex Aroma y Tanga - Sundark Arawak Equipes regionais e clubes (6)- Supergiros - Boyacá es Para Vivirla - Sogamoso Incluyente IRDS - AV Villas - Soacha Juntos Formando Ciudad - BetPlay Cycling Team Unknown team category- Deprisa |
| |

## Etapas
A Volta à Colômbia dispôs de 13 etapas mais um prólogo, distribuído em 1 etapa contrarrelógio, 3 etapas planas, 5 etapas em media montanha e 4 etapas de alta montanha sobre um percurso total de 2073,3 quilómetros. Um percurso claramente definido para ciclistas especialistas na montanha.
| Etapa   | Data      | Percurso                        | type                      | Distância (km) | Vencedor                  | Líder geral       |
| ------- | --------- | ------------------------------- | ------------------------- | -------------- | ------------------------- | ----------------- |
| Prólogo | 5 ago.    | Pereira – Pereira               | contrarrelógio individual | 8,2            | Rodrigo Contreras         | Rodrigo Contreras |
| 1       | 6 ago.    | Pereira – Palmira               | etapa plana               | 190,7          | Juan Sebastián Molano     | Rodrigo Contreras |
| 2       | 7 ago.    | Palmira – Armênia               | média montanha            | 162,7          | Diego Ochoa               | Rodrigo Contreras |
| 3       | 8 ago.    | Armênia – Manizales             | alta montanha             | 187,8          | Sergio Higuita            | Juan Pablo Suárez |
| 4       | 9 ago.    | Manizales – Ibagué              | alta montanha             | 174,9          | Walter Pedraza            | Jonathan Caicedo  |
| 5       | 10 ago.   | Ibagué – Fusagasugá             | média montanha            | 134,6          | Juan Pablo Suárez         | Jonathan Caicedo  |
| 6       | 11 ago.   | Tocancipá – Sogamoso            | etapa escarpada           | 174,5          | Carlos Quintero           | Jonathan Caicedo  |
| 7       | 12 ago.   | Paipa – Tunja                   | contrarrelógio individual | 41,5           | Rodrigo Contreras         | Jonathan Caicedo  |
|         | 13 de ago | Dia de descanso                 | Dia de descanso           |                |                           |                   |
| 8       | 14 ago.   | Tunja – Barichara               | etapa escarpada           | 207,9          | Frank Osorio              | Jonathan Caicedo  |
| 9       | 15 ago.   | San Gil – Bucaramanga           | alta montanha             | 147,2          | Freddy Montaña            | Jonathan Caicedo  |
| 10      | 16 ago.   | Bucaramanga – Barrancabermeja   | etapa plana               | 125            | Juan Sebastián Molano     | Jonathan Caicedo  |
| 11      | 17 ago.   | Barrancabermeja – Puerto Boyacá | etapa plana               | 221,3          | José Serpa                | Jonathan Caicedo  |
| 12      | 18 ago.   | Puerto Boyacá – La Unión        | alta montanha             | 201            | Salvador Moreno Hernández | Jonathan Caicedo  |
| 13      | 19 ago.   | Medellín – Medellín             | etapa escarpada           | 100            | Juan Sebastián Molano     | Jonathan Caicedo  |

## Desenvolvimento da carreira

### Prólogo
| Pereira - Pereira | contrarrelógio individual | (8,2 km) |

| \| Classificação por etapas \| Classificação por etapas \| Classificação por etapas \| Classificação por etapas \| Classificação por etapas \| \| Ciclista \| Ciclista \| Equipe \| Tempo \| \| \| ------------------------ \| ------------------------ \| ------------------------ \| ------------------------ \| ------------------------ \| \| 1. \| Rodrigo Contreras \| EPM \| 10m54s \| \| \| 2. \| Juan Pablo Suárez \| EPM \| + 13s \| \| \| 3. \| José Tito Hernández \| Aguardiente Antioqueño \| + 14s \| \| \| 4. \| Óscar Sevilla \| Medellín \| + 16s \| \| \| 5. \| Jhojan García \| Manzana Postobón \| + 21s \| \| \| 6. \| Bernardo Suaza \| Manzana Postobón \| + 25s \| \| \| 7. \| Juan Pablo Rendón \| GW Shimano \| + 30s \| \| \| 8. \| Alex Cano \| Coldeportes-Zenú \| + 31s \| \| \| 9. \| Wilmar Paredes \| Manzana Postobón \| + 32s \| \| \| 10. \| Sergio Higuita \| Manzana Postobón \| + 33s \| \| |                     |                        |        |
| |                     |                        |        |
| |                     |                        |        |
| Classificação por etapas |                     |                        |        |
| Ciclista | Ciclista            | Equipe                 | Tempo  |
| 1. | Rodrigo Contreras   | EPM                    | 10m54s |
| 2. | Juan Pablo Suárez   | EPM                    | + 13s  |
| 3. | José Tito Hernández | Aguardiente Antioqueño | + 14s  |
| 4. | Óscar Sevilla       | Medellín               | + 16s  |
| 5. | Jhojan García       | Manzana Postobón       | + 21s  |
| 6. | Bernardo Suaza      | Manzana Postobón       | + 25s  |
| 7. | Juan Pablo Rendón   | GW Shimano             | + 30s  |
| 8. | Alex Cano           | Coldeportes-Zenú       | + 31s  |
| 9. | Wilmar Paredes      | Manzana Postobón       | + 32s  |
| 10. | Sergio Higuita      | Manzana Postobón       | + 33s  |

| \| Classificação geral \| Classificação geral \| Classificação geral \| Classificação geral \| Classificação geral \| \| Ciclista \| Ciclista \| Equipe \| Tempo \| \| \| ------------------- \| ------------------- \| ---------------------- \| ------------------- \| ------------------- \| \| 1. \| Rodrigo Contreras \| EPM \| 10m54s \| \| \| 2. \| Juan Pablo Suárez \| EPM \| + 13s \| \| \| 3. \| José Tito Hernández \| Aguardiente Antioqueño \| + 14s \| \| \| 4. \| Óscar Sevilla \| Medellín \| + 16s \| \| \| 5. \| Jhojan García \| Manzana Postobón \| + 21s \| \| \| 6. \| Bernardo Suaza \| Manzana Postobón \| + 25s \| \| \| 7. \| Juan Pablo Rendón \| GW Shimano \| + 30s \| \| \| 8. \| Alex Cano \| Coldeportes-Zenú \| + 31s \| \| \| 9. \| Wilmar Paredes \| Manzana Postobón \| + 32s \| \| \| 10. \| Sergio Higuita \| Manzana Postobón \| + 33s \| \| |                     |                        |        |
| |                     |                        |        |
| |                     |                        |        |
| Classificação geral |                     |                        |        |
| Ciclista | Ciclista            | Equipe                 | Tempo  |
| 1. | Rodrigo Contreras   | EPM                    | 10m54s |
| 2. | Juan Pablo Suárez   | EPM                    | + 13s  |
| 3. | José Tito Hernández | Aguardiente Antioqueño | + 14s  |
| 4. | Óscar Sevilla       | Medellín               | + 16s  |
| 5. | Jhojan García       | Manzana Postobón       | + 21s  |
| 6. | Bernardo Suaza      | Manzana Postobón       | + 25s  |
| 7. | Juan Pablo Rendón   | GW Shimano             | + 30s  |
| 8. | Alex Cano           | Coldeportes-Zenú       | + 31s  |
| 9. | Wilmar Paredes      | Manzana Postobón       | + 32s  |
| 10. | Sergio Higuita      | Manzana Postobón       | + 33s  |

### 1.ª etapa
| Pereira - Palmira | etapa plana | (190,7 km) |

| \| Classificação por etapas \| Classificação por etapas \| Classificação por etapas \| Classificação por etapas \| Classificação por etapas \| \| Ciclista \| Ciclista \| Equipe \| Tempo \| \| \| ------------------------ \| ------------------------ \| ------------------------------ \| ------------------------ \| ------------------------ \| \| 1. \| Juan Sebastián Molano \| Manzana Postobón \| 4h07m42s \| \| \| 2. \| Luis Carlos Chia \| AV Villas \| + 0s \| \| \| 3. \| Cristhian Talero \| GW Shimano \| + 0s \| \| \| 4. \| Jaime Castañeda \| Aguardiente Antioqueño \| + 0s \| \| \| 5. \| Jordan Parra \| Manzana Postobón \| + 0s \| \| \| 6. \| Jhonathan Ospina \| GW Shimano \| + 0s \| \| \| 7. \| José Jaimes \| EBSA Empresa de Energía Boyacá \| + 0s \| \| \| 8. \| Steven Cuesta \| Deprisa \| + 0s \| \| \| 9. \| Weimar Roldán \| Medellín \| + 0s \| \| \| 10. \| Johan Colón \| Coldeportes-Zenú \| + 0s \| \| |                       |                                |          |
| |                       |                                |          |
| |                       |                                |          |
| Classificação por etapas |                       |                                |          |
| Ciclista | Ciclista              | Equipe                         | Tempo    |
| 1. | Juan Sebastián Molano | Manzana Postobón               | 4h07m42s |
| 2. | Luis Carlos Chia      | AV Villas                      | + 0s     |
| 3. | Cristhian Talero      | GW Shimano                     | + 0s     |
| 4. | Jaime Castañeda       | Aguardiente Antioqueño         | + 0s     |
| 5. | Jordan Parra          | Manzana Postobón               | + 0s     |
| 6. | Jhonathan Ospina      | GW Shimano                     | + 0s     |
| 7. | José Jaimes           | EBSA Empresa de Energía Boyacá | + 0s     |
| 8. | Steven Cuesta         | Deprisa                        | + 0s     |
| 9. | Weimar Roldán         | Medellín                       | + 0s     |
| 10. | Johan Colón           | Coldeportes-Zenú               | + 0s     |

| \| Classificação geral \| Classificação geral \| Classificação geral \| Classificação geral \| Classificação geral \| \| Ciclista \| Ciclista \| Equipe \| Tempo \| \| \| ------------------- \| ------------------- \| ---------------------- \| ------------------- \| ------------------- \| \| 1. \| Rodrigo Contreras \| EPM \| 4h18m36s \| \| \| 2. \| Juan Pablo Suárez \| EPM \| + 13s \| \| \| 3. \| José Tito Hernández \| Aguardiente Antioqueño \| + 14s \| \| \| 4. \| Óscar Sevilla \| Medellín \| + 16s \| \| \| 5. \| Jhojan García \| Manzana Postobón \| + 21s \| \| \| 6. \| Bernardo Suaza \| Manzana Postobón \| + 25s \| \| \| 7. \| Juan Pablo Rendón \| GW Shimano \| + 30s \| \| \| 8. \| Alex Cano \| Coldeportes-Zenú \| + 31s \| \| \| 9. \| Sergio Higuita \| Manzana Postobón \| + 33s \| \| \| 10. \| Jonathan Caicedo \| Medellín \| + 38s \| \| |                     |                        |          |
| |                     |                        |          |
| |                     |                        |          |
| Classificação geral |                     |                        |          |
| Ciclista | Ciclista            | Equipe                 | Tempo    |
| 1. | Rodrigo Contreras   | EPM                    | 4h18m36s |
| 2. | Juan Pablo Suárez   | EPM                    | + 13s    |
| 3. | José Tito Hernández | Aguardiente Antioqueño | + 14s    |
| 4. | Óscar Sevilla       | Medellín               | + 16s    |
| 5. | Jhojan García       | Manzana Postobón       | + 21s    |
| 6. | Bernardo Suaza      | Manzana Postobón       | + 25s    |
| 7. | Juan Pablo Rendón   | GW Shimano             | + 30s    |
| 8. | Alex Cano           | Coldeportes-Zenú       | + 31s    |
| 9. | Sergio Higuita      | Manzana Postobón       | + 33s    |
| 10. | Jonathan Caicedo    | Medellín               | + 38s    |

### 2.ª etapa
| Palmira - Armênia | média montanha | (162,7 km) |

| \| Classificação por etapas \| Classificação por etapas \| Classificação por etapas \| Classificação por etapas \| Classificação por etapas \| \| Ciclista \| Ciclista \| Equipe \| Tempo \| \| \| ------------------------ \| ------------------------ \| ------------------------ \| ------------------------ \| ------------------------ \| \| 1. \| Diego Ochoa \| EPM \| 3h33m51s \| \| \| 2. \| Juan Pablo Suárez \| EPM \| + 0s \| \| \| 3. \| Johan Colón \| Coldeportes-Zenú \| + 0s \| \| \| 4. \| Aldemar Reyes Ortega \| Manzana Postobón \| + 0s \| \| \| 5. \| Óscar Sevilla \| Medellín \| + 0s \| \| \| 6. \| Germán Chávez \| Coldeportes-Zenú \| + 0s \| \| \| 7. \| Steven Cuesta \| Deprisa \| + 0s \| \| \| 8. \| Javier Gómez \| Boyacá es Para Vivirla \| + 0s \| \| \| 9. \| Jhojan García \| Manzana Postobón \| + 0s \| \| \| 10. \| Fabio Duarte \| Manzana Postobón \| + 0s \| \| |                      |                        |          |
| |                      |                        |          |
| |                      |                        |          |
| Classificação por etapas |                      |                        |          |
| Ciclista | Ciclista             | Equipe                 | Tempo    |
| 1. | Diego Ochoa          | EPM                    | 3h33m51s |
| 2. | Juan Pablo Suárez    | EPM                    | + 0s     |
| 3. | Johan Colón          | Coldeportes-Zenú       | + 0s     |
| 4. | Aldemar Reyes Ortega | Manzana Postobón       | + 0s     |
| 5. | Óscar Sevilla        | Medellín               | + 0s     |
| 6. | Germán Chávez        | Coldeportes-Zenú       | + 0s     |
| 7. | Steven Cuesta        | Deprisa                | + 0s     |
| 8. | Javier Gómez         | Boyacá es Para Vivirla | + 0s     |
| 9. | Jhojan García        | Manzana Postobón       | + 0s     |
| 10. | Fabio Duarte         | Manzana Postobón       | + 0s     |

| \| Classificação geral \| Classificação geral \| Classificação geral \| Classificação geral \| Classificação geral \| \| Ciclista \| Ciclista \| Equipe \| Tempo \| \| \| ------------------- \| ------------------- \| ---------------------- \| ------------------- \| ------------------- \| \| 1. \| Rodrigo Contreras \| EPM \| 7h52m27s \| \| \| 2. \| Juan Pablo Suárez \| EPM \| + 7s \| \| \| 3. \| José Tito Hernández \| Aguardiente Antioqueño \| + 14s \| \| \| 4. \| Óscar Sevilla \| Medellín \| + 16s \| \| \| 5. \| Jhojan García \| Manzana Postobón \| + 21s \| \| \| 6. \| Bernardo Suaza \| Manzana Postobón \| + 25s \| \| \| 7. \| Juan Pablo Rendón \| GW Shimano \| + 30s \| \| \| 8. \| Alex Cano \| Coldeportes-Zenú \| + 31s \| \| \| 9. \| Sergio Higuita \| Manzana Postobón \| + 33s \| \| \| 10. \| Jonathan Caicedo \| Medellín \| + 38s \| \| |                     |                        |          |
| |                     |                        |          |
| |                     |                        |          |
| Classificação geral |                     |                        |          |
| Ciclista | Ciclista            | Equipe                 | Tempo    |
| 1. | Rodrigo Contreras   | EPM                    | 7h52m27s |
| 2. | Juan Pablo Suárez   | EPM                    | + 7s     |
| 3. | José Tito Hernández | Aguardiente Antioqueño | + 14s    |
| 4. | Óscar Sevilla       | Medellín               | + 16s    |
| 5. | Jhojan García       | Manzana Postobón       | + 21s    |
| 6. | Bernardo Suaza      | Manzana Postobón       | + 25s    |
| 7. | Juan Pablo Rendón   | GW Shimano             | + 30s    |
| 8. | Alex Cano           | Coldeportes-Zenú       | + 31s    |
| 9. | Sergio Higuita      | Manzana Postobón       | + 33s    |
| 10. | Jonathan Caicedo    | Medellín               | + 38s    |

### 3.ª etapa
| Armênia - Manizales | alta montanha | (187,8 km) |

| \| Classificação por etapas \| Classificação por etapas \| Classificação por etapas \| Classificação por etapas \| Classificação por etapas \| \| Ciclista \| Ciclista \| Equipe \| Tempo \| \| \| ------------------------ \| ------------------------ \| -------------------------------- \| ------------------------ \| ------------------------ \| \| 1. \| Sergio Higuita \| Manzana Postobón \| 4h35m58s \| \| \| 2. \| Juan Pablo Suárez \| EPM \| + 2s \| \| \| 3. \| Jonathan Caicedo \| Medellín \| + 5s \| \| \| 4. \| Alex Cano \| Coldeportes-Zenú \| + 9s \| \| \| 5. \| Óscar Sevilla \| Medellín \| + 12s \| \| \| 6. \| Freddy Montaña \| EPM \| + 18s \| \| \| 7. \| Rodrigo Contreras \| EPM \| + 18s \| \| \| 8. \| Aristóbulo Cala \| Bicicletas Strongman Coldeportes \| + 20s \| \| \| 9. \| Didier Chaparro \| Supergiros \| + 22s \| \| \| 10. \| Sebastián Caro \| Deprisa \| + 24s \| \| |                   |                                  |          |
| |                   |                                  |          |
| |                   |                                  |          |
| Classificação por etapas |                   |                                  |          |
| Ciclista | Ciclista          | Equipe                           | Tempo    |
| 1. | Sergio Higuita    | Manzana Postobón                 | 4h35m58s |
| 2. | Juan Pablo Suárez | EPM                              | + 2s     |
| 3. | Jonathan Caicedo  | Medellín                         | + 5s     |
| 4. | Alex Cano         | Coldeportes-Zenú                 | + 9s     |
| 5. | Óscar Sevilla     | Medellín                         | + 12s    |
| 6. | Freddy Montaña    | EPM                              | + 18s    |
| 7. | Rodrigo Contreras | EPM                              | + 18s    |
| 8. | Aristóbulo Cala   | Bicicletas Strongman Coldeportes | + 20s    |
| 9. | Didier Chaparro   | Supergiros                       | + 22s    |
| 10. | Sebastián Caro    | Deprisa                          | + 24s    |

| \| Classificação geral \| Classificação geral \| Classificação geral \| Classificação geral \| Classificação geral \| \| Ciclista \| Ciclista \| Equipe \| Tempo \| \| \| ------------------- \| ------------------- \| ---------------------- \| ------------------- \| ------------------- \| \| 1. \| Juan Pablo Suárez \| EPM \| 12h28m28s \| \| \| 2. \| Rodrigo Contreras \| EPM \| + 15s \| \| \| 3. \| Sergio Higuita \| Manzana Postobón \| + 20s \| \| \| 4. \| Óscar Sevilla \| Medellín \| + 25s \| \| \| 5. \| Jonathan Caicedo \| Medellín \| + 36s \| \| \| 6. \| Alex Cano \| Coldeportes-Zenú \| + 37s \| \| \| 7. \| Jhojan García \| Manzana Postobón \| + 46s \| \| \| 8. \| José Tito Hernández \| Aguardiente Antioqueño \| + 1m04s \| \| \| 9. \| Fabio Duarte \| Manzana Postobón \| + 1m04s \| \| \| 10. \| Sebastián Caro \| Deprisa \| + 1m07s \| \| |                     |                        |           |
| |                     |                        |           |
| |                     |                        |           |
| Classificação geral |                     |                        |           |
| Ciclista | Ciclista            | Equipe                 | Tempo     |
| 1. | Juan Pablo Suárez   | EPM                    | 12h28m28s |
| 2. | Rodrigo Contreras   | EPM                    | + 15s     |
| 3. | Sergio Higuita      | Manzana Postobón       | + 20s     |
| 4. | Óscar Sevilla       | Medellín               | + 25s     |
| 5. | Jonathan Caicedo    | Medellín               | + 36s     |
| 6. | Alex Cano           | Coldeportes-Zenú       | + 37s     |
| 7. | Jhojan García       | Manzana Postobón       | + 46s     |
| 8. | José Tito Hernández | Aguardiente Antioqueño | + 1m04s   |
| 9. | Fabio Duarte        | Manzana Postobón       | + 1m04s   |
| 10. | Sebastián Caro      | Deprisa                | + 1m07s   |

### 4.ª etapa
| Manizales - Ibagué | alta montanha | (174,9 km) |

| \| Classificação por etapas \| Classificação por etapas \| Classificação por etapas \| Classificação por etapas \| Classificação por etapas \| \| Ciclista \| Ciclista \| Equipe \| Tempo \| \| \| ------------------------ \| ------------------------ \| ------------------------ \| ------------------------ \| ------------------------ \| \| 1. \| Walter Pedraza \| GW Shimano \| 4h43m17s \| \| \| 2. \| Juan Diego Alba \| Coldeportes-Zenú \| + 3s \| \| \| 3. \| Jonathan Caicedo \| Medellín \| + 5s \| \| \| 4. \| Óscar Sevilla \| Medellín \| + 1m16s \| \| \| 5. \| Sergio Higuita \| Manzana Postobón \| + 1m16s \| \| \| 6. \| Juan Pablo Suárez \| EPM \| + 1m16s \| \| \| 7. \| Alex Cano \| Coldeportes-Zenú \| + 1m16s \| \| \| 8. \| Fabio Duarte \| Manzana Postobón \| + 1m16s \| \| \| 9. \| Alexis Camacho \| Coldeportes-Zenú \| + 1m16s \| \| \| 10. \| Luis Felipe Laverde \| Coldeportes-Zenú \| + 1m16s \| \| |                     |                  |          |
| |                     |                  |          |
| |                     |                  |          |
| Classificação por etapas |                     |                  |          |
| Ciclista | Ciclista            | Equipe           | Tempo    |
| 1. | Walter Pedraza      | GW Shimano       | 4h43m17s |
| 2. | Juan Diego Alba     | Coldeportes-Zenú | + 3s     |
| 3. | Jonathan Caicedo    | Medellín         | + 5s     |
| 4. | Óscar Sevilla       | Medellín         | + 1m16s  |
| 5. | Sergio Higuita      | Manzana Postobón | + 1m16s  |
| 6. | Juan Pablo Suárez   | EPM              | + 1m16s  |
| 7. | Alex Cano           | Coldeportes-Zenú | + 1m16s  |
| 8. | Fabio Duarte        | Manzana Postobón | + 1m16s  |
| 9. | Alexis Camacho      | Coldeportes-Zenú | + 1m16s  |
| 10. | Luis Felipe Laverde | Coldeportes-Zenú | + 1m16s  |

| \| Classificação geral \| Classificação geral \| Classificação geral \| Classificação geral \| Classificação geral \| \| Ciclista \| Ciclista \| Equipe \| Tempo \| \| \| ------------------- \| ------------------- \| ---------------------- \| ------------------- \| ------------------- \| \| 1. \| Jonathan Caicedo \| Medellín \| 17h12m19s \| \| \| 2. \| Juan Pablo Suárez \| EPM \| + 42s \| \| \| 3. \| Rodrigo Contreras \| EPM \| + 57s \| \| \| 4. \| Sergio Higuita \| Manzana Postobón \| + 1m02s \| \| \| 5. \| Walter Pedraza \| GW Shimano \| + 1m06s \| \| \| 6. \| Juan Diego Alba \| Coldeportes-Zenú \| + 1m06s \| \| \| 7. \| Óscar Sevilla \| Medellín \| + 1m07s \| \| \| 8. \| Alex Cano \| Coldeportes-Zenú \| + 1m19s \| \| \| 9. \| José Tito Hernández \| Aguardiente Antioqueño \| + 1m46s \| \| \| 10. \| Fabio Duarte \| Manzana Postobón \| + 1m46s \| \| |                     |                        |           |
| |                     |                        |           |
| |                     |                        |           |
| Classificação geral |                     |                        |           |
| Ciclista | Ciclista            | Equipe                 | Tempo     |
| 1. | Jonathan Caicedo    | Medellín               | 17h12m19s |
| 2. | Juan Pablo Suárez   | EPM                    | + 42s     |
| 3. | Rodrigo Contreras   | EPM                    | + 57s     |
| 4. | Sergio Higuita      | Manzana Postobón       | + 1m02s   |
| 5. | Walter Pedraza      | GW Shimano             | + 1m06s   |
| 6. | Juan Diego Alba     | Coldeportes-Zenú       | + 1m06s   |
| 7. | Óscar Sevilla       | Medellín               | + 1m07s   |
| 8. | Alex Cano           | Coldeportes-Zenú       | + 1m19s   |
| 9. | José Tito Hernández | Aguardiente Antioqueño | + 1m46s   |
| 10. | Fabio Duarte        | Manzana Postobón       | + 1m46s   |

### 5.ª etapa
| Ibagué - Fusagasugá | média montanha | (134,6 km) |

| \| Classificação por etapas \| Classificação por etapas \| Classificação por etapas \| Classificação por etapas \| Classificação por etapas \| \| Ciclista \| Ciclista \| Equipe \| Tempo \| \| \| ------------------------ \| ------------------------ \| -------------------------------- \| ------------------------ \| ------------------------ \| \| 1. \| Juan Pablo Suárez \| EPM \| 3h14m34s \| \| \| 2. \| Óscar Sevilla \| Medellín \| + 2s \| \| \| 3. \| Brayan Hernández \| Bicicletas Strongman Coldeportes \| + 2s \| \| \| 4. \| Sergio Higuita \| Manzana Postobón \| + 2s \| \| \| 5. \| Alex Cano \| Coldeportes-Zenú \| + 6s \| \| \| 6. \| Jonathan Caicedo \| Medellín \| + 7s \| \| \| 7. \| Jhojan García \| Manzana Postobón \| + 7s \| \| \| 8. \| Didier Chaparro \| Supergiros \| + 7s \| \| \| 9. \| Fabio Duarte \| Manzana Postobón \| + 7s \| \| \| 10. \| José Serpa \| GW Shimano \| + 7s \| \| |                   |                                  |          |
| |                   |                                  |          |
| |                   |                                  |          |
| Classificação por etapas |                   |                                  |          |
| Ciclista | Ciclista          | Equipe                           | Tempo    |
| 1. | Juan Pablo Suárez | EPM                              | 3h14m34s |
| 2. | Óscar Sevilla     | Medellín                         | + 2s     |
| 3. | Brayan Hernández  | Bicicletas Strongman Coldeportes | + 2s     |
| 4. | Sergio Higuita    | Manzana Postobón                 | + 2s     |
| 5. | Alex Cano         | Coldeportes-Zenú                 | + 6s     |
| 6. | Jonathan Caicedo  | Medellín                         | + 7s     |
| 7. | Jhojan García     | Manzana Postobón                 | + 7s     |
| 8. | Didier Chaparro   | Supergiros                       | + 7s     |
| 9. | Fabio Duarte      | Manzana Postobón                 | + 7s     |
| 10. | José Serpa        | GW Shimano                       | + 7s     |

| \| Classificação geral \| Classificação geral \| Classificação geral \| Classificação geral \| Classificação geral \| \| Ciclista \| Ciclista \| Equipe \| Tempo \| \| \| ------------------- \| ------------------- \| -------------------------------- \| ------------------- \| ------------------- \| \| 1. \| Jonathan Caicedo \| Medellín \| 20h27m00s \| \| \| 2. \| Juan Pablo Suárez \| EPM \| + 25s \| \| \| 3. \| Brayan Hernández \| Bicicletas Strongman Coldeportes \| + 56s \| \| \| 4. \| Sergio Higuita \| Manzana Postobón \| + 57s \| \| \| 5. \| Walter Pedraza \| GW Shimano \| + 1m06s \| \| \| 6. \| Alex Cano \| Coldeportes-Zenú \| + 1m18s \| \| \| 7. \| Rodrigo Contreras \| EPM \| + 1m44s \| \| \| 8. \| Juan Diego Alba \| Coldeportes-Zenú \| + 1m46s \| \| \| 9. \| Fabio Duarte \| Manzana Postobón \| + 1m46s \| \| \| 10. \| Sebastián Caro \| Deprisa \| + 1m49s \| \| |                   |                                  |           |
| |                   |                                  |           |
| |                   |                                  |           |
| Classificação geral |                   |                                  |           |
| Ciclista | Ciclista          | Equipe                           | Tempo     |
| 1. | Jonathan Caicedo  | Medellín                         | 20h27m00s |
| 2. | Juan Pablo Suárez | EPM                              | + 25s     |
| 3. | Brayan Hernández  | Bicicletas Strongman Coldeportes | + 56s     |
| 4. | Sergio Higuita    | Manzana Postobón                 | + 57s     |
| 5. | Walter Pedraza    | GW Shimano                       | + 1m06s   |
| 6. | Alex Cano         | Coldeportes-Zenú                 | + 1m18s   |
| 7. | Rodrigo Contreras | EPM                              | + 1m44s   |
| 8. | Juan Diego Alba   | Coldeportes-Zenú                 | + 1m46s   |
| 9. | Fabio Duarte      | Manzana Postobón                 | + 1m46s   |
| 10. | Sebastián Caro    | Deprisa                          | + 1m49s   |

### 6.ª etapa
| Tocancipá - Sogamoso | etapa escarpada | (174,5 km) |

| \| Classificação por etapas \| Classificação por etapas \| Classificação por etapas \| Classificação por etapas \| Classificação por etapas \| \| Ciclista \| Ciclista \| Equipe \| Tempo \| \| \| ------------------------ \| ------------------------- \| -------------------------------- \| ------------------------ \| ------------------------ \| \| 1. \| Carlos Quintero \| Aguardiente Antioqueño \| 4h06m59s \| \| \| 2. \| Diego Ochoa \| EPM \| + 0s \| \| \| 3. \| Wilson Marentes \| EBSA Empresa de Energía Boyacá \| + 0s \| \| \| 4. \| Marco Suesca \| Boyacá es Para Vivirla \| + 0s \| \| \| 5. \| Yeison Andrés Chaparro \| Boyacá es Para Vivirla \| + 0s \| \| \| 6. \| Frank Osorio \| Bicicletas Strongman Coldeportes \| + 5s \| \| \| 7. \| Salvador Moreno Hernández \| Supergiros \| + 5s \| \| \| 8. \| Juan Sebastián Molano \| Manzana Postobón \| + 5s \| \| \| 9. \| Luis Carlos Chia \| AV Villas \| + 5s \| \| \| 10. \| Diego Armando Soracá \| Sogamoso Incluyente IRDS \| + 5s \| \| |                           |                                  |          |
| |                           |                                  |          |
| |                           |                                  |          |
| Classificação por etapas |                           |                                  |          |
| Ciclista | Ciclista                  | Equipe                           | Tempo    |
| 1. | Carlos Quintero           | Aguardiente Antioqueño           | 4h06m59s |
| 2. | Diego Ochoa               | EPM                              | + 0s     |
| 3. | Wilson Marentes           | EBSA Empresa de Energía Boyacá   | + 0s     |
| 4. | Marco Suesca              | Boyacá es Para Vivirla           | + 0s     |
| 5. | Yeison Andrés Chaparro    | Boyacá es Para Vivirla           | + 0s     |
| 6. | Frank Osorio              | Bicicletas Strongman Coldeportes | + 5s     |
| 7. | Salvador Moreno Hernández | Supergiros                       | + 5s     |
| 8. | Juan Sebastián Molano     | Manzana Postobón                 | + 5s     |
| 9. | Luis Carlos Chia          | AV Villas                        | + 5s     |
| 10. | Diego Armando Soracá      | Sogamoso Incluyente IRDS         | + 5s     |

| \| Classificação geral \| Classificação geral \| Classificação geral \| Classificação geral \| Classificação geral \| \| Ciclista \| Ciclista \| Equipe \| Tempo \| \| \| ------------------- \| ------------------- \| ------------------- \| ------------------- \| ------------------- \| \| 1. \| Jonathan Caicedo \| Medellín \| 24h34m04s \| \| \| 2. \| Juan Pablo Suárez \| EPM \| + 25s \| \| \| 3. \| Óscar Sevilla \| Medellín \| + 56s \| \| \| 4. \| Sergio Higuita \| Manzana Postobón \| + 57s \| \| \| 5. \| Walter Pedraza \| GW Shimano \| + 1m06s \| \| \| 6. \| Alex Cano \| Coldeportes-Zenú \| + 1m19s \| \| \| 7. \| Fabio Duarte \| Manzana Postobón \| + 1m46s \| \| \| 8. \| Sebastián Caro \| Deprisa \| + 1m49s \| \| \| 9. \| Didier Chaparro \| Supergiros \| + 1m49s \| \| \| 10. \| Rodrigo Contreras \| EPM \| + 1m54s \| \| |                   |                  |           |
| |                   |                  |           |
| |                   |                  |           |
| Classificação geral |                   |                  |           |
| Ciclista | Ciclista          | Equipe           | Tempo     |
| 1. | Jonathan Caicedo  | Medellín         | 24h34m04s |
| 2. | Juan Pablo Suárez | EPM              | + 25s     |
| 3. | Óscar Sevilla     | Medellín         | + 56s     |
| 4. | Sergio Higuita    | Manzana Postobón | + 57s     |
| 5. | Walter Pedraza    | GW Shimano       | + 1m06s   |
| 6. | Alex Cano         | Coldeportes-Zenú | + 1m19s   |
| 7. | Fabio Duarte      | Manzana Postobón | + 1m46s   |
| 8. | Sebastián Caro    | Deprisa          | + 1m49s   |
| 9. | Didier Chaparro   | Supergiros       | + 1m49s   |
| 10. | Rodrigo Contreras | EPM              | + 1m54s   |

### 7.ª etapa
| Paipa - Tunja | contrarrelógio individual | (41,5 km) |

| \| Classificação por etapas \| Classificação por etapas \| Classificação por etapas \| Classificação por etapas \| Classificação por etapas \| \| Ciclista \| Ciclista \| Equipe \| Tempo \| \| \| ------------------------ \| ------------------------ \| ------------------------ \| ------------------------ \| ------------------------ \| \| 1. \| Rodrigo Contreras \| EPM \| 54m42s \| \| \| 2. \| Fabio Duarte \| Manzana Postobón \| + 15s \| \| \| 3. \| Jonathan Caicedo \| Medellín \| + 18s \| \| \| 4. \| Óscar Sevilla \| Medellín \| + 28s \| \| \| 5. \| Juan Pablo Suárez \| EPM \| + 51s \| \| \| 6. \| Walter Vargas \| Medellín \| + 1m01s \| \| \| 7. \| Alex Cano \| Coldeportes-Zenú \| + 1m30s \| \| \| 8. \| Omar Mendoza \| Medellín \| + 1m39s \| \| \| 9. \| Sergio Higuita \| Manzana Postobón \| + 2m15s \| \| \| 10. \| Jhojan García \| Manzana Postobón \| + 2m15s \| \| |                   |                  |         |
| |                   |                  |         |
| |                   |                  |         |
| Classificação por etapas |                   |                  |         |
| Ciclista | Ciclista          | Equipe           | Tempo   |
| 1. | Rodrigo Contreras | EPM              | 54m42s  |
| 2. | Fabio Duarte      | Manzana Postobón | + 15s   |
| 3. | Jonathan Caicedo  | Medellín         | + 18s   |
| 4. | Óscar Sevilla     | Medellín         | + 28s   |
| 5. | Juan Pablo Suárez | EPM              | + 51s   |
| 6. | Walter Vargas     | Medellín         | + 1m01s |
| 7. | Alex Cano         | Coldeportes-Zenú | + 1m30s |
| 8. | Omar Mendoza      | Medellín         | + 1m39s |
| 9. | Sergio Higuita    | Manzana Postobón | + 2m15s |
| 10. | Jhojan García     | Manzana Postobón | + 2m15s |

| \| Classificação geral \| Classificação geral \| Classificação geral \| Classificação geral \| Classificação geral \| \| Ciclista \| Ciclista \| Equipe \| Tempo \| \| \| ------------------- \| ------------------- \| ------------------- \| ------------------- \| ------------------- \| \| 1. \| Jonathan Caicedo \| Medellín \| 25h29m06s \| \| \| 2. \| Juan Pablo Suárez \| EPM \| + 58s \| \| \| 3. \| Óscar Sevilla \| Medellín \| + 1m06s \| \| \| 4. \| Rodrigo Contreras \| EPM \| + 1m25s \| \| \| 5. \| Fabio Duarte \| Manzana Postobón \| + 1m43s \| \| \| 6. \| Alex Cano \| Coldeportes-Zenú \| + 2m31s \| \| \| 7. \| Sergio Higuita \| Manzana Postobón \| + 2m54s \| \| \| 8. \| José Serpa \| GW Shimano \| + 4m07s \| \| \| 9. \| Sebastián Caro \| Deprisa \| + 4m46s \| \| \| 10. \| Luis Felipe Laverde \| Coldeportes-Zenú \| + 4m51s \| \| |                     |                  |           |
| |                     |                  |           |
| |                     |                  |           |
| Classificação geral |                     |                  |           |
| Ciclista | Ciclista            | Equipe           | Tempo     |
| 1. | Jonathan Caicedo    | Medellín         | 25h29m06s |
| 2. | Juan Pablo Suárez   | EPM              | + 58s     |
| 3. | Óscar Sevilla       | Medellín         | + 1m06s   |
| 4. | Rodrigo Contreras   | EPM              | + 1m25s   |
| 5. | Fabio Duarte        | Manzana Postobón | + 1m43s   |
| 6. | Alex Cano           | Coldeportes-Zenú | + 2m31s   |
| 7. | Sergio Higuita      | Manzana Postobón | + 2m54s   |
| 8. | José Serpa          | GW Shimano       | + 4m07s   |
| 9. | Sebastián Caro      | Deprisa          | + 4m46s   |
| 10. | Luis Felipe Laverde | Coldeportes-Zenú | + 4m51s   |

### 8.ª etapa
| Tunja - Barichara | etapa escarpada | (207,9 km) |

| \| Classificação por etapas \| Classificação por etapas \| Classificação por etapas \| Classificação por etapas \| Classificação por etapas \| \| Ciclista \| Ciclista \| Equipe \| Tempo \| \| \| ------------------------ \| ------------------------ \| -------------------------------- \| ------------------------ \| ------------------------ \| \| 1. \| Frank Osorio \| Bicicletas Strongman Coldeportes \| 4h40m27s \| \| \| 2. \| Diego Ochoa \| EPM \| + 3s \| \| \| 3. \| Robinson Chalapud \| Medellín \| + 10s \| \| \| 4. \| Aldemar Reyes Ortega \| Manzana Postobón \| + 13s \| \| \| 5. \| Diego Cano \| Bicicletas Strongman Coldeportes \| + 24s \| \| \| 6. \| Juan Pablo Suárez \| EPM \| + 2m25s \| \| \| 7. \| Óscar Sevilla \| Medellín \| + 2m25s \| \| \| 8. \| Jonathan Caicedo \| Medellín \| + 2m25s \| \| \| 9. \| Walter Pedraza \| GW Shimano \| + 2m28s \| \| \| 10. \| Edward Beltrán \| EPM \| + 2m32s \| \| |                      |                                  |          |
| |                      |                                  |          |
| |                      |                                  |          |
| Classificação por etapas |                      |                                  |          |
| Ciclista | Ciclista             | Equipe                           | Tempo    |
| 1. | Frank Osorio         | Bicicletas Strongman Coldeportes | 4h40m27s |
| 2. | Diego Ochoa          | EPM                              | + 3s     |
| 3. | Robinson Chalapud    | Medellín                         | + 10s    |
| 4. | Aldemar Reyes Ortega | Manzana Postobón                 | + 13s    |
| 5. | Diego Cano           | Bicicletas Strongman Coldeportes | + 24s    |
| 6. | Juan Pablo Suárez    | EPM                              | + 2m25s  |
| 7. | Óscar Sevilla        | Medellín                         | + 2m25s  |
| 8. | Jonathan Caicedo     | Medellín                         | + 2m25s  |
| 9. | Walter Pedraza       | GW Shimano                       | + 2m28s  |
| 10. | Edward Beltrán       | EPM                              | + 2m32s  |

| \| Classificação geral \| Classificação geral \| Classificação geral \| Classificação geral \| Classificação geral \| \| Ciclista \| Ciclista \| Equipe \| Tempo \| \| \| ------------------- \| ------------------- \| ------------------- \| ------------------- \| ------------------- \| \| 1. \| Jonathan Caicedo \| Medellín \| 30h11m58s \| \| \| 2. \| Juan Pablo Suárez \| EPM \| + 58s \| \| \| 3. \| Óscar Sevilla \| Medellín \| + 1m06s \| \| \| 4. \| Rodrigo Contreras \| EPM \| + 1m40s \| \| \| 5. \| Alex Cano \| Coldeportes-Zenú \| + 2m42s \| \| \| 6. \| Sergio Higuita \| Manzana Postobón \| + 3m09s \| \| \| 7. \| Fabio Duarte \| Manzana Postobón \| + 3m23s \| \| \| 8. \| Walter Pedraza \| GW Shimano \| + 5m02s \| \| \| 9. \| Luis Felipe Laverde \| Coldeportes-Zenú \| + 5m02s \| \| \| 10. \| Didier Chaparro \| Supergiros \| + 5m21s \| \| |                     |                  |           |
| |                     |                  |           |
| |                     |                  |           |
| Classificação geral |                     |                  |           |
| Ciclista | Ciclista            | Equipe           | Tempo     |
| 1. | Jonathan Caicedo    | Medellín         | 30h11m58s |
| 2. | Juan Pablo Suárez   | EPM              | + 58s     |
| 3. | Óscar Sevilla       | Medellín         | + 1m06s   |
| 4. | Rodrigo Contreras   | EPM              | + 1m40s   |
| 5. | Alex Cano           | Coldeportes-Zenú | + 2m42s   |
| 6. | Sergio Higuita      | Manzana Postobón | + 3m09s   |
| 7. | Fabio Duarte        | Manzana Postobón | + 3m23s   |
| 8. | Walter Pedraza      | GW Shimano       | + 5m02s   |
| 9. | Luis Felipe Laverde | Coldeportes-Zenú | + 5m02s   |
| 10. | Didier Chaparro     | Supergiros       | + 5m21s   |

### 9.ª etapa
| San Gil - Bucaramanga | alta montanha | (147,2 km) |

| \| Classificação por etapas \| Classificação por etapas \| Classificação por etapas \| Classificação por etapas \| Classificação por etapas \| \| Ciclista \| Ciclista \| Equipe \| Tempo \| \| \| ------------------------ \| ------------------------ \| ------------------------ \| ------------------------ \| ------------------------ \| \| 1. \| Freddy Montaña \| EPM \| 4h19m58s \| \| \| 2. \| Sebastián Caro \| Deprisa \| + 1m29s \| \| \| 3. \| Juan Pablo Suárez \| EPM \| + 1m31s \| \| \| 4. \| Jonathan Caicedo \| Medellín \| + 1m34s \| \| \| 5. \| Sergio Higuita \| Manzana Postobón \| + 1m34s \| \| \| 6. \| Óscar Sevilla \| Medellín \| + 1m34s \| \| \| 7. \| Fabio Duarte \| Manzana Postobón \| + 1m39s \| \| \| 8. \| Alex Cano \| Coldeportes-Zenú \| + 1m40s \| \| \| 9. \| Walter Pedraza \| GW Shimano \| + 1m49s \| \| \| 10. \| Didier Chaparro \| Supergiros \| + 1m54s \| \| |                   |                  |          |
| |                   |                  |          |
| |                   |                  |          |
| Classificação por etapas |                   |                  |          |
| Ciclista | Ciclista          | Equipe           | Tempo    |
| 1. | Freddy Montaña    | EPM              | 4h19m58s |
| 2. | Sebastián Caro    | Deprisa          | + 1m29s  |
| 3. | Juan Pablo Suárez | EPM              | + 1m31s  |
| 4. | Jonathan Caicedo  | Medellín         | + 1m34s  |
| 5. | Sergio Higuita    | Manzana Postobón | + 1m34s  |
| 6. | Óscar Sevilla     | Medellín         | + 1m34s  |
| 7. | Fabio Duarte      | Manzana Postobón | + 1m39s  |
| 8. | Alex Cano         | Coldeportes-Zenú | + 1m40s  |
| 9. | Walter Pedraza    | GW Shimano       | + 1m49s  |
| 10. | Didier Chaparro   | Supergiros       | + 1m54s  |

| \| Classificação geral \| Classificação geral \| Classificação geral \| Classificação geral \| Classificação geral \| \| Ciclista \| Ciclista \| Equipe \| Tempo \| \| \| ------------------- \| ------------------- \| ------------------- \| ------------------- \| ------------------- \| \| 1. \| Jonathan Caicedo \| Medellín \| 34h33m30s \| \| \| 2. \| Juan Pablo Suárez \| EPM \| + 51s \| \| \| 3. \| Óscar Sevilla \| Medellín \| + 1m06s \| \| \| 4. \| Alex Cano \| Coldeportes-Zenú \| + 2m37s \| \| \| 5. \| Sergio Higuita \| Manzana Postobón \| + 2m54s \| \| \| 6. \| Fabio Duarte \| Manzana Postobón \| + 3m28s \| \| \| 7. \| Sebastián Caro \| Deprisa \| + 4m35s \| \| \| 8. \| Walter Pedraza \| GW Shimano \| + 5m14s \| \| \| 9. \| Didier Chaparro \| Supergiros \| + 5m34s \| \| \| 10. \| Freddy Montaña \| EPM \| + 7m09s \| \| |                   |                  |           |
| |                   |                  |           |
| |                   |                  |           |
| Classificação geral |                   |                  |           |
| Ciclista | Ciclista          | Equipe           | Tempo     |
| 1. | Jonathan Caicedo  | Medellín         | 34h33m30s |
| 2. | Juan Pablo Suárez | EPM              | + 51s     |
| 3. | Óscar Sevilla     | Medellín         | + 1m06s   |
| 4. | Alex Cano         | Coldeportes-Zenú | + 2m37s   |
| 5. | Sergio Higuita    | Manzana Postobón | + 2m54s   |
| 6. | Fabio Duarte      | Manzana Postobón | + 3m28s   |
| 7. | Sebastián Caro    | Deprisa          | + 4m35s   |
| 8. | Walter Pedraza    | GW Shimano       | + 5m14s   |
| 9. | Didier Chaparro   | Supergiros       | + 5m34s   |
| 10. | Freddy Montaña    | EPM              | + 7m09s   |

### 10.ª etapa
| Bucaramanga - Barrancabermeja | etapa plana | (125 km) |

| \| Classificação por etapas \| Classificação por etapas \| Classificação por etapas \| Classificação por etapas \| Classificação por etapas \| \| Ciclista \| Ciclista \| Equipe \| Tempo \| \| \| ------------------------ \| ------------------------ \| -------------------------------- \| ------------------------ \| ------------------------ \| \| 1. \| Juan Sebastián Molano \| Manzana Postobón \| 2h41m38s \| \| \| 2. \| Johan Colón \| Coldeportes-Zenú \| + 0s \| \| \| 3. \| Cristhian Talero \| GW Shimano \| + 0s \| \| \| 4. \| Diego Ochoa \| EPM \| + 0s \| \| \| 5. \| Juan Pablo Suárez \| EPM \| + 0s \| \| \| 6. \| Dalivier Ospina \| Coldeportes-Zenú \| + 0s \| \| \| 7. \| Róbigzon Oyola \| Medellín \| + 0s \| \| \| 8. \| Rafael Montiel \| Aguardiente Antioqueño \| + 0s \| \| \| 9. \| Yerson Sánchez Escobar \| BetPlay Cycling Team \| + 0s \| \| \| 10. \| Steven Gonzalez Girón \| Bicicletas Strongman Coldeportes \| + 0s \| \| |                        |                                  |          |
| |                        |                                  |          |
| |                        |                                  |          |
| Classificação por etapas |                        |                                  |          |
| Ciclista | Ciclista               | Equipe                           | Tempo    |
| 1. | Juan Sebastián Molano  | Manzana Postobón                 | 2h41m38s |
| 2. | Johan Colón            | Coldeportes-Zenú                 | + 0s     |
| 3. | Cristhian Talero       | GW Shimano                       | + 0s     |
| 4. | Diego Ochoa            | EPM                              | + 0s     |
| 5. | Juan Pablo Suárez      | EPM                              | + 0s     |
| 6. | Dalivier Ospina        | Coldeportes-Zenú                 | + 0s     |
| 7. | Róbigzon Oyola         | Medellín                         | + 0s     |
| 8. | Rafael Montiel         | Aguardiente Antioqueño           | + 0s     |
| 9. | Yerson Sánchez Escobar | BetPlay Cycling Team             | + 0s     |
| 10. | Steven Gonzalez Girón  | Bicicletas Strongman Coldeportes | + 0s     |

| \| Classificação geral \| Classificação geral \| Classificação geral \| Classificação geral \| Classificação geral \| \| Ciclista \| Ciclista \| Equipe \| Tempo \| \| \| ------------------- \| ------------------- \| ------------------- \| ------------------- \| ------------------- \| \| 1. \| Jonathan Caicedo \| Medellín \| 37h15m08s \| \| \| 2. \| Juan Pablo Suárez \| EPM \| + 50s \| \| \| 3. \| Óscar Sevilla \| Medellín \| + 1m06s \| \| \| 4. \| Alex Cano \| Coldeportes-Zenú \| + 2m37s \| \| \| 5. \| Sergio Higuita \| Manzana Postobón \| + 2m54s \| \| \| 6. \| Fabio Duarte \| Manzana Postobón \| + 3m28s \| \| \| 7. \| Sebastián Caro \| Deprisa \| + 4m35s \| \| \| 8. \| Walter Pedraza \| GW Shimano \| + 5m14s \| \| \| 9. \| Didier Chaparro \| Supergiros \| + 5m34s \| \| \| 10. \| Freddy Montaña \| EPM \| + 7m09s \| \| |                   |                  |           |
| |                   |                  |           |
| |                   |                  |           |
| Classificação geral |                   |                  |           |
| Ciclista | Ciclista          | Equipe           | Tempo     |
| 1. | Jonathan Caicedo  | Medellín         | 37h15m08s |
| 2. | Juan Pablo Suárez | EPM              | + 50s     |
| 3. | Óscar Sevilla     | Medellín         | + 1m06s   |
| 4. | Alex Cano         | Coldeportes-Zenú | + 2m37s   |
| 5. | Sergio Higuita    | Manzana Postobón | + 2m54s   |
| 6. | Fabio Duarte      | Manzana Postobón | + 3m28s   |
| 7. | Sebastián Caro    | Deprisa          | + 4m35s   |
| 8. | Walter Pedraza    | GW Shimano       | + 5m14s   |
| 9. | Didier Chaparro   | Supergiros       | + 5m34s   |
| 10. | Freddy Montaña    | EPM              | + 7m09s   |

### 11.ª etapa
| Barrancabermeja - Puerto Boyacá | etapa plana | (221,3 km) |

| \| Classificação por etapas \| Classificação por etapas \| Classificação por etapas \| Classificação por etapas \| Classificação por etapas \| \| Ciclista \| Ciclista \| Equipe \| Tempo \| \| \| ------------------------ \| ------------------------ \| -------------------------------- \| ------------------------ \| ------------------------ \| \| 1. \| José Serpa \| GW Shimano \| 5h08m48s \| \| \| 2. \| Aldemar Reyes Ortega \| Manzana Postobón \| + 0s \| \| \| 3. \| Luis Felipe Laverde \| Coldeportes-Zenú \| + 9s \| \| \| 4. \| Bernardo Suaza \| Manzana Postobón \| + 10s \| \| \| 5. \| Jonathan Cañaveral \| Bicicletas Strongman Coldeportes \| + 13s \| \| \| 6. \| Nicolás Castro \| EPM \| + 13s \| \| \| 7. \| Rafael Montiel \| Aguardiente Antioqueño \| + 26s \| \| \| 8. \| Jordan Parra \| Manzana Postobón \| + 2m20s \| \| \| 9. \| Javier Gómez \| Boyacá es Para Vivirla \| + 2m20s \| \| \| 10. \| Diego Ruiz \| BetPlay Cycling Team \| + 2m20s \| \| |                      |                                  |          |
| |                      |                                  |          |
| |                      |                                  |          |
| Classificação por etapas |                      |                                  |          |
| Ciclista | Ciclista             | Equipe                           | Tempo    |
| 1. | José Serpa           | GW Shimano                       | 5h08m48s |
| 2. | Aldemar Reyes Ortega | Manzana Postobón                 | + 0s     |
| 3. | Luis Felipe Laverde  | Coldeportes-Zenú                 | + 9s     |
| 4. | Bernardo Suaza       | Manzana Postobón                 | + 10s    |
| 5. | Jonathan Cañaveral   | Bicicletas Strongman Coldeportes | + 13s    |
| 6. | Nicolás Castro       | EPM                              | + 13s    |
| 7. | Rafael Montiel       | Aguardiente Antioqueño           | + 26s    |
| 8. | Jordan Parra         | Manzana Postobón                 | + 2m20s  |
| 9. | Javier Gómez         | Boyacá es Para Vivirla           | + 2m20s  |
| 10. | Diego Ruiz           | BetPlay Cycling Team             | + 2m20s  |

| \| Classificação geral \| Classificação geral \| Classificação geral \| Classificação geral \| Classificação geral \| \| Ciclista \| Ciclista \| Equipe \| Tempo \| \| \| ------------------- \| ------------------- \| ------------------- \| ------------------- \| ------------------- \| \| 1. \| Jonathan Caicedo \| Medellín \| 42h26m16s \| \| \| 2. \| Juan Pablo Suárez \| EPM \| + 50s \| \| \| 3. \| Óscar Sevilla \| Medellín \| + 1m06s \| \| \| 4. \| Alex Cano \| Coldeportes-Zenú \| + 2m37s \| \| \| 5. \| Sergio Higuita \| Manzana Postobón \| + 2m54s \| \| \| 6. \| Fabio Duarte \| Manzana Postobón \| + 3m28s \| \| \| 7. \| Sebastián Caro \| Deprisa \| + 4m35s \| \| \| 8. \| Walter Pedraza \| GW Shimano \| + 5m14s \| \| \| 9. \| Didier Chaparro \| Supergiros \| + 5m34s \| \| \| 10. \| Freddy Montaña \| EPM \| + 7m09s \| \| |                   |                  |           |
| |                   |                  |           |
| |                   |                  |           |
| Classificação geral |                   |                  |           |
| Ciclista | Ciclista          | Equipe           | Tempo     |
| 1. | Jonathan Caicedo  | Medellín         | 42h26m16s |
| 2. | Juan Pablo Suárez | EPM              | + 50s     |
| 3. | Óscar Sevilla     | Medellín         | + 1m06s   |
| 4. | Alex Cano         | Coldeportes-Zenú | + 2m37s   |
| 5. | Sergio Higuita    | Manzana Postobón | + 2m54s   |
| 6. | Fabio Duarte      | Manzana Postobón | + 3m28s   |
| 7. | Sebastián Caro    | Deprisa          | + 4m35s   |
| 8. | Walter Pedraza    | GW Shimano       | + 5m14s   |
| 9. | Didier Chaparro   | Supergiros       | + 5m34s   |
| 10. | Freddy Montaña    | EPM              | + 7m09s   |

### 12.ª etapa
| Puerto Boyacá - La Unión | alta montanha | (201 km) |

| \| Classificação por etapas \| Classificação por etapas \| Classificação por etapas \| Classificação por etapas \| Classificação por etapas \| \| Ciclista \| Ciclista \| Equipe \| Tempo \| \| \| ------------------------ \| ------------------------- \| ------------------------ \| ------------------------ \| ------------------------ \| \| 1. \| Salvador Moreno Hernández \| Supergiros \| 5h35m57s \| \| \| 2. \| Juan Pablo Suárez \| EPM \| + 29s \| \| \| 3. \| Óscar Sevilla \| Medellín \| + 29s \| \| \| 4. \| Alex Cano \| Coldeportes-Zenú \| + 29s \| \| \| 5. \| Sergio Higuita \| Manzana Postobón \| + 32s \| \| \| 6. \| Fabio Duarte \| Manzana Postobón \| + 32s \| \| \| 7. \| Jonathan Caicedo \| Medellín \| + 32s \| \| \| 8. \| Carlos Quintero \| Aguardiente Antioqueño \| + 34s \| \| \| 9. \| Walter Pedraza \| GW Shimano \| + 34s \| \| \| 10. \| Didier Chaparro \| Supergiros \| + 37s \| \| |                           |                        |          |
| |                           |                        |          |
| |                           |                        |          |
| Classificação por etapas |                           |                        |          |
| Ciclista | Ciclista                  | Equipe                 | Tempo    |
| 1. | Salvador Moreno Hernández | Supergiros             | 5h35m57s |
| 2. | Juan Pablo Suárez         | EPM                    | + 29s    |
| 3. | Óscar Sevilla             | Medellín               | + 29s    |
| 4. | Alex Cano                 | Coldeportes-Zenú       | + 29s    |
| 5. | Sergio Higuita            | Manzana Postobón       | + 32s    |
| 6. | Fabio Duarte              | Manzana Postobón       | + 32s    |
| 7. | Jonathan Caicedo          | Medellín               | + 32s    |
| 8. | Carlos Quintero           | Aguardiente Antioqueño | + 34s    |
| 9. | Walter Pedraza            | GW Shimano             | + 34s    |
| 10. | Didier Chaparro           | Supergiros             | + 37s    |

| \| Classificação geral \| Classificação geral \| Classificação geral \| Classificação geral \| Classificação geral \| \| Ciclista \| Ciclista \| Equipe \| Tempo \| \| \| ------------------- \| ------------------- \| ------------------- \| ------------------- \| ------------------- \| \| 1. \| Jonathan Caicedo \| Medellín \| 48h02m45s \| \| \| 2. \| Juan Pablo Suárez \| EPM \| + 41s \| \| \| 3. \| Óscar Sevilla \| Medellín \| + 59s \| \| \| 4. \| Alex Cano \| Coldeportes-Zenú \| + 2m34s \| \| \| 5. \| Sergio Higuita \| Manzana Postobón \| + 2m54s \| \| \| 6. \| Fabio Duarte \| Manzana Postobón \| + 3m28s \| \| \| 7. \| Walter Pedraza \| GW Shimano \| + 5m16s \| \| \| 8. \| Sebastián Caro \| Deprisa \| + 5m16s \| \| \| 9. \| Didier Chaparro \| Supergiros \| + 5m39s \| \| \| 10. \| Freddy Montaña \| EPM \| + 7m17s \| \| |                   |                  |           |
| |                   |                  |           |
| |                   |                  |           |
| Classificação geral |                   |                  |           |
| Ciclista | Ciclista          | Equipe           | Tempo     |
| 1. | Jonathan Caicedo  | Medellín         | 48h02m45s |
| 2. | Juan Pablo Suárez | EPM              | + 41s     |
| 3. | Óscar Sevilla     | Medellín         | + 59s     |
| 4. | Alex Cano         | Coldeportes-Zenú | + 2m34s   |
| 5. | Sergio Higuita    | Manzana Postobón | + 2m54s   |
| 6. | Fabio Duarte      | Manzana Postobón | + 3m28s   |
| 7. | Walter Pedraza    | GW Shimano       | + 5m16s   |
| 8. | Sebastián Caro    | Deprisa          | + 5m16s   |
| 9. | Didier Chaparro   | Supergiros       | + 5m39s   |
| 10. | Freddy Montaña    | EPM              | + 7m17s   |

### 13.ª etapa
| Medellín - Medellín | etapa escarpada | (100 km) |

| \| Classificação por etapas \| Classificação por etapas \| Classificação por etapas \| Classificação por etapas \| Classificação por etapas \| \| Ciclista \| Ciclista \| Equipe \| Tempo \| \| \| ------------------------ \| ------------------------ \| ------------------------ \| ------------------------ \| ------------------------ \| \| 1. \| Juan Sebastián Molano \| Manzana Postobón \| 1h57m03s \| \| \| 2. \| Cristhian Talero \| GW Shimano \| + 0s \| \| \| 3. \| Steven Cuesta \| Deprisa \| + 0s \| \| \| 4. \| Johan Colón \| Coldeportes-Zenú \| + 0s \| \| \| 5. \| Jaime Castañeda \| Aguardiente Antioqueño \| + 0s \| \| \| 6. \| Juan Pablo Suárez \| EPM \| + 0s \| \| \| 7. \| Weimar Roldán \| Medellín \| + 0s \| \| \| 8. \| Félix Barón \| Illuminate \| + 0s \| \| \| 9. \| Juan Pablo Rendón \| GW Shimano \| + 0s \| \| \| 10. \| Edgar Tique Ávila \| Tolima es Pasión \| + 0s \| \| |                       |                        |          |
| |                       |                        |          |
| |                       |                        |          |
| Classificação por etapas |                       |                        |          |
| Ciclista | Ciclista              | Equipe                 | Tempo    |
| 1. | Juan Sebastián Molano | Manzana Postobón       | 1h57m03s |
| 2. | Cristhian Talero      | GW Shimano             | + 0s     |
| 3. | Steven Cuesta         | Deprisa                | + 0s     |
| 4. | Johan Colón           | Coldeportes-Zenú       | + 0s     |
| 5. | Jaime Castañeda       | Aguardiente Antioqueño | + 0s     |
| 6. | Juan Pablo Suárez     | EPM                    | + 0s     |
| 7. | Weimar Roldán         | Medellín               | + 0s     |
| 8. | Félix Barón           | Illuminate             | + 0s     |
| 9. | Juan Pablo Rendón     | GW Shimano             | + 0s     |
| 10. | Edgar Tique Ávila     | Tolima es Pasión       | + 0s     |

## Classificações finais
- As classificações finalizaram da seguinte forma:[8]

### Classificação geral
| \| Classificação geral \| Classificação geral \| Classificação geral \| Classificação geral \| Classificação geral \| \| Ciclista \| Ciclista \| Equipe \| Tempo \| \| \| ------------------- \| ------------------- \| -------------------------------- \| ------------------- \| ------------------- \| \| 1. \| Jonathan Caicedo \| Medellín \| 49h59m48s \| \| \| 2. \| Juan Pablo Suárez \| EPM \| + 41s \| \| \| 3. \| Óscar Sevilla \| Medellín \| + 59s \| \| \| 4. \| Alex Cano \| Coldeportes-Zenú \| + 2m34s \| \| \| 5. \| Sergio Higuita \| Manzana Postobón \| + 2m54s \| \| \| 6. \| Fabio Duarte \| Manzana Postobón \| + 3m28s \| \| \| 7. \| Sebastián Caro \| Deprisa \| + 5m14s \| \| \| 8. \| Walter Pedraza \| GW Shimano \| + 5m16s \| \| \| 9. \| Didier Chaparro \| Supergiros \| + 5m39s \| \| \| 10. \| Brayan Hernández \| Bicicletas Strongman Coldeportes \| + 7m53s \| \| |                   |                                  |           |
| |                   |                                  |           |
| |                   |                                  |           |
| Classificação geral |                   |                                  |           |
| Ciclista | Ciclista          | Equipe                           | Tempo     |
| 1. | Jonathan Caicedo  | Medellín                         | 49h59m48s |
| 2. | Juan Pablo Suárez | EPM                              | + 41s     |
| 3. | Óscar Sevilla     | Medellín                         | + 59s     |
| 4. | Alex Cano         | Coldeportes-Zenú                 | + 2m34s   |
| 5. | Sergio Higuita    | Manzana Postobón                 | + 2m54s   |
| 6. | Fabio Duarte      | Manzana Postobón                 | + 3m28s   |
| 7. | Sebastián Caro    | Deprisa                          | + 5m14s   |
| 8. | Walter Pedraza    | GW Shimano                       | + 5m16s   |
| 9. | Didier Chaparro   | Supergiros                       | + 5m39s   |
| 10. | Brayan Hernández  | Bicicletas Strongman Coldeportes | + 7m53s   |

### Classificação por pontos
| Classificação por pontos | Classificação por pontos | Classificação por pontos | Classificação por pontos | Classificação por pontos |
| Ciclista                 | Ciclista                 | Equipe                   | Pontos                   |                          |
| ------------------------ | ------------------------ | ------------------------ | ------------------------ | ------------------------ |
| 1.                       | Juan Pablo Suárez        | EPM                      | 93 pts                   |                          |
| 2.                       | Óscar Sevilla            | Medellín                 | 62 pts                   |                          |
| 3.                       | Jonathan Caicedo         | Medellín                 | 54 pts                   |                          |
| 4.                       | Juan Sebastián Molano    | Manzana Postobón         | 51 pts                   |                          |
| 5.                       | Carlos Quintero          | Aguardiente Antioqueño   | 50 pts                   |                          |
| 6.                       | Diego Ochoa              | EPM                      | 47 pts                   |                          |
| 7.                       | Sergio Higuita           | Manzana Postobón         | 46 pts                   |                          |
| 8.                       | Cristhian Talero         | GW Shimano               | 40 pts                   |                          |
| 9.                       | Johan Colón              | Coldeportes-Zenú         | 38 pts                   |                          |
| 10.                      | Alex Cano                | Coldeportes-Zenú         | 36 pts                   |                          |

### Classificação da montanha
| Classificação da montanha | Classificação da montanha | Classificação da montanha        | Classificação da montanha | Classificação da montanha |
| Ciclista                  | Ciclista                  | Equipe                           | Pontos                    |                           |
| ------------------------- | ------------------------- | -------------------------------- | ------------------------- | ------------------------- |
| 1.                        | Brayan Hernández          | Bicicletas Strongman Coldeportes | 39 pts                    |                           |
| 2.                        | Walter Pedraza            | GW Shimano                       | 32 pts                    |                           |
| 3.                        | Jonathan Caicedo          | Medellín                         | 29 pts                    |                           |
| 4.                        | Juan Pablo Suárez         | EPM                              | 24 pts                    |                           |
| 5.                        | Stiber Ortiz              | Aguardiente Antioqueño           | 23 pts                    |                           |
| 6.                        | Sebastián Caro            | Deprisa                          | 20 pts                    |                           |
| 7.                        | Carlos Quintero           | Aguardiente Antioqueño           | 17 pts                    |                           |
| 8.                        | Juan Diego Alba           | Coldeportes-Zenú                 | 16 pts                    |                           |
| 9.                        | Sergio Higuita            | Manzana Postobón                 | 14 pts                    |                           |
| 10.                       | Yerson Sánchez Escobar    | BetPlay Cycling Team             | 10 pts                    |                           |

### Classificação sprint especial (metas volantes)
| Classificação por velocidade | Classificação por velocidade | Classificação por velocidade     | Classificação por velocidade | Classificação por velocidade |
| Ciclista                     | Ciclista                     | Equipe                           | Pontos                       |                              |
| ---------------------------- | ---------------------------- | -------------------------------- | ---------------------------- | ---------------------------- |
| 1.                           | Carlos Quintero              | Aguardiente Antioqueño           | 31 pts                       |                              |
| 2.                           | Javier Gómez                 | Boyacá es Para Vivirla           | 18 pts                       |                              |
| 3.                           | Dalivier Ospina              | Coldeportes-Zenú                 | 16 pts                       |                              |
| 4.                           | Wilmar Castro                | Bicicletas Strongman Coldeportes | 9 pts                        |                              |
| 5.                           | Cristhian Talero             | GW Shimano                       | 8 pts                        |                              |
| 6.                           | Óscar Quiroz                 | Bicicletas Strongman Coldeportes | 7 pts                        |                              |
| 7.                           | Cristhian Montoya            | Medellín                         | 7 pts                        |                              |
| 8.                           | Edwin Carvajal               | EPM                              | 6 pts                        |                              |
| 9.                           | Johan Colón                  | Coldeportes-Zenú                 | 6 pts                        |                              |
| 10.                          | Juan Diego Alba              | Coldeportes-Zenú                 | 6 pts                        |                              |

### Classificação sub-23
| Classificação U23 | Classificação U23  | Classificação U23                | Classificação U23 | Classificação U23 |
| Ciclista          | Ciclista           | Equipe                           | Tempo             |                   |
| ----------------- | ------------------ | -------------------------------- | ----------------- | ----------------- |
| 1.                | Sergio Higuita     | Manzana Postobón                 | 50h02m42s         |                   |
| 2.                | Brayan Hernández   | Bicicletas Strongman Coldeportes | + 4m59s           |                   |
| 3.                | Jhojan García      | Manzana Postobón                 | + 14m57s          |                   |
| 4.                | Juan Diego Alba    | Coldeportes-Zenú                 | + 17m15s          |                   |
| 5.                | Wilmar Paredes     | Manzana Postobón                 | + 51m17s          |                   |
| 6.                | Robinson Ortega    | Boyacá es Para Vivirla           | + 56m41s          |                   |
| 7.                | Camilo Castro      | AV Villas                        | + 1h18m05s        |                   |
| 8.                | Santiago Buitrago  | AV Villas                        | + 1h27m06s        |                   |
| 9.                | Rafael Hernández   | Aguardiente Néctar 4WD IMRD Chía | + 1h37m52s        |                   |
| 10.               | Jonathan Cañaveral | Bicicletas Strongman Coldeportes | + 1h56m42s        |                   |

### Classificação por equipas
| Classificação por equipes | Classificação por equipes        | Classificação por equipes | Classificação por equipes |
| Equipe                    | Equipe                           | Tempo                     |                           |
| ------------------------- | -------------------------------- | ------------------------- | ------------------------- |
| 1.                        | Medellín                         | 149h30m47s                |                           |
| 2.                        | EPM                              | + 11s                     |                           |
| 3.                        | Manzana Postobón                 | + 5m23s                   |                           |
| 4.                        | Coldeportes-Zenú                 | + 18m01s                  |                           |
| 5.                        | Deprisa                          | + 30m02s                  |                           |
| 6.                        | Bicicletas Strongman Coldeportes | + 40m43s                  |                           |
| 7.                        | GW Shimano                       | + 59m37s                  |                           |
| 8.                        | Aguardiente Antioqueño           | + 1h24m12s                |                           |
| 9.                        | Boyacá es Para Vivirla           | + 1h51m54s                |                           |
| 10.                       | Supergiros                       | + 2h43m47s                |                           |

## Evolução das classificações
| Etapa                 | Ganhador de etapa      | Classificação geral | Classificação por pontos | Classificação da montanha | Classificação sprint especial | Classificação dos jovens | Classificação dos jovens | Classificação por equipas        |
| --------------------- | ---------------------- | ------------------- | ------------------------ | ------------------------- | ----------------------------- | ------------------------ | ------------------------ | -------------------------------- |
| Prólogo               | Rodrigo Contreras      | Rodrigo Contreras   | Rodrigo Contreras        | Juan Pablo Suárez         | José Tito Hernández           | Jhojan García            | Jhojan García            | EPM-Scott                        |
| 1.ª                   | Juan Sebastián Molano  | Rodrigo Contreras   | Juan Sebastián Molano    | Juan Pablo Suárez         | Dalivier Ospina               | Jhojan García            | Jhojan García            | Bicicletas Strongman-Coldeportes |
| 2.ª                   | Diego Ochoa            | Rodrigo Contreras   | Diego Ochoa              | Juan Pablo Suárez         | Dalivier Ospina               | Jhojan García            | Jhojan García            | Bicicletas Strongman-Coldeportes |
| 3.ª                   | Sergio Higuita         | Juan Pablo Suárez   | Juan Pablo Suárez        | Sergio Higuita            | Dalivier Ospina               | Sergio Higuita           | Jhojan García            | EPM-Scott                        |
| 4.ª                   | Walter Pedraza         | Jonathan Caicedo    | Juan Pablo Suárez        | Jonathan Caicedo          | Dalivier Ospina               | Sergio Higuita           | Brayan Hernández         | Team Medellín                    |
| 5.ª                   | Juan Pablo Suárez      | Jonathan Caicedo    | Juan Pablo Suárez        | Jonathan Caicedo          | Dalivier Ospina               | Sergio Higuita           | Brayan Hernández         | Team Medellín                    |
| 6.ª                   | Carlos Julián Quintero | Jonathan Caicedo    | Juan Pablo Suárez        | Stiber Ortiz              | Carlos Julián Quintero        | Sergio Higuita           | Brayan Hernández         | Team Medellín                    |
| 7.ª                   | Rodrigo Contreras      | Jonathan Caicedo    | Juan Pablo Suárez        | Stiber Ortiz              | Carlos Julián Quintero        | Sergio Higuita           | Brayan Hernández         | Team Medellín                    |
| 8.ª                   | Frank Osorio           | Jonathan Caicedo    | Juan Pablo Suárez        | Walter Pedraza            | Carlos Julián Quintero        | Sergio Higuita           | Brayan Hernández         | Team Medellín                    |
| 9.ª                   | Freddy Montanha        | Jonathan Caicedo    | Juan Pablo Suárez        | Jonathan Caicedo          | Carlos Julián Quintero        | Sergio Higuita           | Brayan Hernández         | Team Medellín                    |
| 10.ª                  | Juan Sebastián Molano  | Jonathan Caicedo    | Juan Pablo Suárez        | Freddy Montanha           | Carlos Julián Quintero        | Sergio Higuita           | Brayan Hernández         | Team Medellín                    |
| 11.ª                  | José Serpa             | Jonathan Caicedo    | Juan Pablo Suárez        | Freddy Montanha           | Carlos Julián Quintero        | Sergio Higuita           | Brayan Hernández         | Team Medellín                    |
| 12.ª                  | Salvador Moreno        | Jonathan Caicedo    | Juan Pablo Suárez        | Brayan Hernández          | Carlos Julián Quintero        | Sergio Higuita           | Brayan Hernández         | Team Medellín                    |
| 13.ª                  | Juan Sebastián Molano  | Jonathan Caicedo    | Juan Pablo Suárez        | Brayan Hernández          | Carlos Julián Quintero        | Sergio Higuita           | Brayan Hernández         | Team Medellín                    |
| Classificações finais | Classificações finais  | Jonathan Caicedo    | Juan Pablo Suárez        | Brayan Hernández          | Carlos Julián Quintero        | Sergio Higuita           | Brayan Hernández         | Team Medellín                    |

## Transmissão
- Colômbia - RCN Televisión, Streaming RCN HD2